# اینوک
اینوک (انگلیسی: Emirates National Oil Company) شرکت دولتی نفت و گاز اماراتی است، که در سال ۱۹۹۳ تأسیس شد.